# Liste der Monuments historiques in Guengat
Die Liste der Monuments historiques in Guengat führt die Monuments historiques in der französischen Gemeinde Guengat auf.

## Liste der Bauwerke
| Bezeichnung         | Beschreibung | Standort | Kennzeichnung | Schutzstatus | Datum | Bild           |
| ------------------- | ------------ | -------- | ------------- | ------------ | ----- | -------------- |
| Kirche Saint-Fiacre |              | (Lage)   | PA00089983    | Classé       | 1914  | weitere Bilder |

## Liste der Objekte
- Monuments historiques (Objekte) in Guengat in der Base Palissy des französischen Kultusministeriums